# Reprezentacja Wenezueli w piłce wodnej mężczyzn
Reprezentacja Wenezueli w piłce wodnej mężczyzn – zespół, biorący udział w imieniu Wenezueli w meczach i sportowych imprezach międzynarodowych w piłce wodnej, powoływany przez selekcjonera, w którym mogą występować wyłącznie zawodnicy posiadający wenezuelskie obywatelstwo. Za jej funkcjonowanie odpowiedzialny jest Wenezuelski Związek Pływacki (FEVEDA), który jest członkiem Międzynarodowej Federacji Pływackiej.

## Historia
W 1959 reprezentacja Wenezueli rozegrała swój pierwszy oficjalny mecz na igrzyskach karaibskich.

## Udział w turniejach międzynarodowych

### Igrzyska olimpijskie
Reprezentacja Wenezueli żadnego razu nie występowała na Igrzyskach Olimpijskich.

### Mistrzostwa świata
Dotychczas reprezentacji Wenezueli żadnego razu nie udało się awansować do finałów MŚ.

### Puchar świata
Wenezuela żadnego razu nie uczestniczyła w finałach Pucharu świata.

### Igrzyska panamerykańskie
Wenezuelskiej drużynie 3 razy udało się zakwalifikować na Igrzyska panamerykańskie. W 2015 zajęła 6. miejsce.